# Colonizzazione ospitaliera delle Americhe
La colonizzazione dell'America da parte dei Cavalieri dell'Ordine dell'Ospedale di San Giovanni di Gerusalemme, di Rodi e di Malta iniziò nel 1651 e durò 14 anni fino al 1665. Durante questo periodo i Cavalieri Ospitalieri furono in possesso di 4 isole caraibiche che furono in precedenza tutte colonie francesi e che, finito questo periodo, tornarono alla Francia: Saint Christopher, Saint Martin, Saint Barthélemy, Saint Croix.

## Storia
Philippe de Longvilliers de Poincy, membro dei Cavalieri Ospitalieri, il quale fu prima nominato nel 1639 dalla Compagnie des Îles de l'Amérique governatore di Saint Christopher e successivamente nominato dal re di Francia Luigi XIII luogotenente generale dei Caraibi, suggerì nel 1649 di vendere le isole caraibiche francesi all'Ordine di Malta perché in quel periodo la Compagnie des Îles de l'Amérique era in crisi. Nel 1651 infatti la compagnia fu sciolta e le varie isole furono vendute a privati mentre Saint Christopher e le sue dipendenze (Saint Martin, Saint Barthélemy, Saint Croix) furono vendute all'Ordine di Malta con l'approvazione del Gran Maestro Giovanni Paolo Lascaris di Ventimiglia e Castellar. Il consiglio del Gran Maestro decise che Poincy avrebbe continuato a governare le isole, il quale le continuò a governare fino alla sua morte nel 1660, dopo gli successe Charles de Sales al governo. 
Dato che le isole non producevano un gran profitto per l'Ordine di Malta e che quest'ultimo doveva ancora dei soldi alla Francia per l'acquisto delle isole, molti cavalieri iniziarono a dibattere se dovevano rivenderle. Nel 1665, durante il regno di Luigi XIV di Francia, l'allora primo ministro francese, Jean-Baptiste Colbert, convinse i Cavalieri di Malta a rivendere le isole alla nuova Compagnia francese delle Indie occidentali. Nonostante ciò i Cavalieri di Malta non rinunceranno al controllo formale delle isole fino al 1666.